# Issam Zahreddine
Issam Jad'aan Zahreddine (tiếng Ả Rập: عصام جدعان زهر الدين) (tháng 9 năm 1961 – 18 tháng 10 2017), cũng phiên âm như Issam Zaher Eldin hoặc Issam Zaher al-Deen, là một Thiếu tướng của Vệ binh cộng hòa Syria  người đóng vai trò quan trọng trong Nội chiến Syria, lãnh đạo lực lượng chính phủ Syria trên nhiều mặt trận. Vai trò nổi bật nhất của ông là lãnh đạo của các lực lượng Syria bị bao vây trong cuộc vây hãm Deir ez-Zor kéo dài hơn ba năm. Vào ngày 18 tháng 10 năm 2017, Zahreddine đã hi sinh trong một vụ nổ mìn khi chỉ huy các chiến dịch chống lại Nhà nước Hồi giáo Iraq và Levant(ISIL) trên đảo Saqr ở Deir ez-Zor.

## Lý lịch
Zahreddine được sinh ra tại ngôi làng nông thôn nhỏ  Tarba thuộc Tỉnh As-Suwayda  năm 1961. Một thành viên của cộng đồng tôn giáo Druze, ông được ủy nhiệm làm sĩ quan trong các đơn vị Thiết giáp (Lực lượng đặc biệt) không vận năm 1982. Trước đó, ông đã phục vụ trong Dân quân của Đảng Baath (Dân quân nhân dân) như một lính nghĩa vụ từ 1980 đến 1982. Năm 1987, ông được giới thiệu vào Lực lượng Vệ binh Cộng hòa với tư cách là một sĩ quan Thiết giáp và Cơ giới.

## Nội chiến Syria
Zahreddine chỉ huy Lữ đoàn 104 của Lực lượng Vệ binh Cộng hòa ở Douma và Harasta cùng với Chuẩn tướng Manaf Tlass trước khi ông này đào ngũ. Lữ đoàn này được lãnh đạo bởi chính Bashar al-Assad trước khi ông trở thành Tổng thống và trước đó là Basil Assad cho đến khi ông qua đời năm 1994. Theo lời khai từ một kẻ đào ngũ cho Tổ chức Theo dõi Nhân quyền, Zahreddine đã ra lệnh đánh đập có hệ thống những người biểu tình bị bắt ở Douma trong giai đoạn khởi nghĩa dân sự của Nội chiến Syria; vì những hành động bị cáo buộc này, ông được biết đến như là "Quái vật Druze" trong phe đối lập Syria, mặc dù không có bằng chứng nào về hành vi sai trái được đưa ra. 
Khi Nội chiến Syria leo thang, Zahreddine trở thành một trong những thành viên nổi bật và cao cấp nhất của cộng đồng tôn giáo Druze ở Syria chiến đấu cho phe chính phủ. Kết quả là, ông đã bị chỉ trích rộng rãi bởi phe thân đối lập và cộng đồng phản chiến Druze: Thủ lĩnh của tôn giáo Druze ở Lebanon, Walid Jumblatt, đã buộc tội ông "chiến đấu chống lại chính đồng bào của mình", và ông cũng bị bêu riếu bởi một nhóm các nhà lãnh đạo tôn giáo Druze tại As-Suwayda vào tháng 2 năm 2013 với tư cách là một kẻ đáng chết, họ còn tuyên bố là phản đối việc dùng bạo lực của cả hai phía. Tuy nhiên, trong số những người Druze thân chính phủ ở Syria và Israel, ông được coi là một "anh hùng" và có nhiều người theo dõi.
Sau khi chiến dịch Aleppo (tháng 10 năm 2013)bắt đầu, Zahreddine được dự kiến ban đầu sẽ dẫn đầu một cuộc tấn công vào Anadan. Tuy nhiên, ông lại nhận được lệnh phải hỗ trợ Deir ez-Zor do cái chết của Thiếu tướng Jameh.   Trong khi ở đó, ông trở nên nổi tiếng vì thường xuyên đến tiền tuyến và tương tác với những người lính thường. Vào ngày 27 tháng 11 năm 2013, khi đang chỉ huy lực lượng của mình ở quận al-Rashdiya, Zahreddine bị thương ở chân bởi một viên đạn. Zahreddine và con trai của ông, Yarob, đã tới As-Suwayda vào tháng 9 năm 2015 để tham dự lễ tang của ông Wah Wahid al-Balous, một nhà lãnh đạo Druze và cũng là một nhà hoạt động phản chiến nổi tiếng.
Một thời gian sau năm 2013, Zahreddine được thăng cấp từ Chuẩn tướng lên Thiếu tướng. Vào năm 2016, ông đã lãnh đạo 7.000 quân trong trận chiến chiếm lại phía đông thành phố Deir Ezzor từ ISIS. Ông lãnh đạo Lữ đoàn Dù 104, lực lượng nòng cốt của hàng phòng thủ thành phố. Theo một blog thân chính phủ, "Sự hiện diện đơn thuần của lữ đoàn của Issam Zahreddin là một yếu tố sĩ khí quan trọng đối với quân đội SAA. Ông nổi tiếng vì sự lãnh đạo sáng suốt trong chiến đấu và sự hiện diện liên tục trên chiến tuyến. " 
Vào năm 2016, ông chụp ảnh bên cạnh xác chết của các tên khủng bố ISIS dường như đã bị tra tấn và xây xát  hoặc là thi thể sót lại của một vụ đánh bom tự sát.   Năm 2017, Zahreddine đã được thêm vào danh sách trừng phạt của Liên minh châu Âu vì vai trò của mình trong "đàn áp bạo lực đối với dân thường, kể cả trong cuộc bao vây Baba Amr vào tháng 2 năm 2012." 
Vào ngày 5 tháng 9 năm 2017, Zahreddine đã được Tổng thống Bashar Assad tưởng thưởng vì vai trò của ông tại Deir ez-Zor trong cuộc vây hãm kéo dài hơn 3 năm của thành phố bởi ISIS. Ông đã dùng cơ hội này để cảm ơn các đồng minh vì đã dỡ bỏ vòng vây và nói với những người tị nạn Syria "đừng bao giờ quay trở lại", rằng "ngay cả khi nước nhà tha thứ cho các bạn, chúng tôi sẽ không bao giờ tha thứ cũng sẽ không quên đi". Tuy nhiên, trong một tin nhắn âm thanh sau này, Zahreddine tuyên bố rằng ông chỉ nhắm vào đối tượng là những kẻ đã cầm vũ khí chống lại Quân đội Syria không nên quay lại.

## Đời sống cá nhân
Con trai lớn của Issam, Yarob, cũng chiến đấu với Lữ đoàn 104 ở Deir ez-Zor.

## Hi sinh
Vào ngày 18 tháng 10 năm 2017, Zahreddine đã hi sinh khi xe của ông đã đè phải mìn ở Hawija Saqr gần Deir Ezzor khi ông đang tiến hành chỉ huy một chiến dịch chống lại ISIL. Tang lễ của ông diễn ra tại As-Suwayda vào ngày 20 tháng 10 năm 2017.